# Siphonophora luteola
Siphonophora luteola är en mångfotingart som först beskrevs av Paul Gervais och Justin Goudot 1844.  Siphonophora luteola ingår i släktet Siphonophora och familjen Siphonophoridae. Inga underarter finns listade i Catalogue of Life.